# Slani Potok
Slani Potok falu Horvátországban Krapina-Zagorje megyében. Közigazgatásilag Gornja Stubicához tartozik.

## Fekvése
Zágrábtól 16 km-re északra, községközpontjától 2 km-re délre a Horvát Zagorje területén a Medvednica parkerdő északi lejtőin, a megye délkeleti részén fekszik.

## Története
Nevét sósvizű patakjáról kapta, mely határában a Medvednica zagorjei oldalán ered. A középkorban sóbányák voltak ezen a vidéken, melyről a 14. századból származnak az első írásos források. 1347-ben "sokut" néven sósvizű forrást említenek itt. A bányászat a 20. században szűnt meg.
A településnek 1857-ben 58, 1910-ben 92 lakosa volt. Trianonig Zágráb vármegye Stubicai járásához tartozott. 2001-ben 45 lakosa volt.

## Nevezetességei
A faluban egy domb tetején található Szent Fábián és Sebestyén vértanúk tiszteletére szentelt kápolnája, melyet 1669-ben említenek először. Az egyhajós kápolna egy tágas hajóból és egy kissé szélesebb, egyenes záródású szentélyből áll, amely fölött a közelmúltban ferde fa mennyezetet építettek. A szentély mellett a déli oldalon egy kis sekrestye található. A kápolna fő ékessége 1661-ben készített fából faragott oltára.
A közelmúltbeli felújításokkal a kápolna elvesztette eredetiségét, de méreteivel és fennmaradt eredeti barokk főoltárával megőrizte történelmi és környezeti értékét.